# Барон Люк
Барон Люк з Павенхема в графстві Бедфордшир — спадковий титул в системі Перства Сполученого Королівства. Він був створений 9 липня 1929 року для британського бізнесмена Джорджа Лоусона Джонстона (1873-1943). Він був другим сином Джона Лоусона Джонстона (1839-1900), засновника Bovril Ltd.
Станом на 2015 рік носієм титулу був правнук першого барона, Ієн Джеймс Сент-Джон Лоусон Джонстон, 4-й барон Люк (нар. 1963), який успадковував титул від свого батька в тому ж 2015 році. Його батько, Артур Чарльз Сент-Джон Лоусон Джонстон, 3-й барон Люк (1933-2015), був одним з дев'яноста обраних спадкових перів, які залишилися в Палаті лордів після прийняття Акта Палати лордів 1999 року. Лорд Люк сидів на лавах консерваторів, поки після реформи 2014 року не отримав відставку у 2015 році.

## Барони Люк
| Ім'я                                                                   | Роки правління   | Титул                              | Примітки                                                                                   |
| ---------------------------------------------------------------------- | ---------------- | ---------------------------------- | ------------------------------------------------------------------------------------------ |
| Джордж Лоусон Джонстон (9 вересня 1873 — 23 лютого 1943)               | 1929 — 1943      | 1-й барон Люк                      | Другий син Джона Лоусона Джонстона (1839 — 1900). Лорд-лейтенант Бедфордшира (1936 — 1943) |
| Ієн Сент-Джон Лоусон Джонстон (7 червня 1905 — 25 травня 1996)         | 1943 — 1996      | 2-й барон Люк                      | Старший син попереднього                                                                   |
| Артур Чарльз Сент-Джон Лоусон Джонстон (13 січня 1933 — 2 жовтня 2015) | 1996 — 2015      | 3-й барон Люк                      | Старший син попереднього                                                                   |
| Ієн Джеймс Сент-Джон Лоусон Джонстон (нар. 3 жовтня 1963)              | 2015 — даний час | 4-й барон Люк                      | Єдиний син попереднього від першого шлюбу                                                  |
| Семюель Артур Сент-Джон Лоусон Джонстон(нар. 12 жовтня 2000 року)      |                  | Спадкоємець титулу, вельмишановний | Старший син попереднього                                                                   |